# Gulfstream G650
Il Gulfstream G650 è un aereo business jet bimotore prodotto dalla Gulfstream Aerospace. Il modello è chiamato anche Gulfstream GVI e può essere configurato per trasportare da 11 a 18 passeggeri. Gulfstream ha iniziato il programma G650 nel 2005 e lo ha svelato al pubblico nel 2008. Il G650 è il business jet più grande e veloce della compagnia con una velocità massima di Mach 0.925.
Il progetto aeronautico è stato proclamato vincitore del Collier Trophy 2014, per aver "rafforzato l'aviazione commerciale attraverso significativi progressi tecnologici nelle prestazioni degli aeromobili, nel comfort della cabina e nella sicurezza". Il G650ER è una versione potenziata del G650.
Il 12 febbraio 2025, Gulfstream Aerospace annunciò la produzione dell'ultimo G650, nello specifico un G650ER.

## Varianti

### G650ER

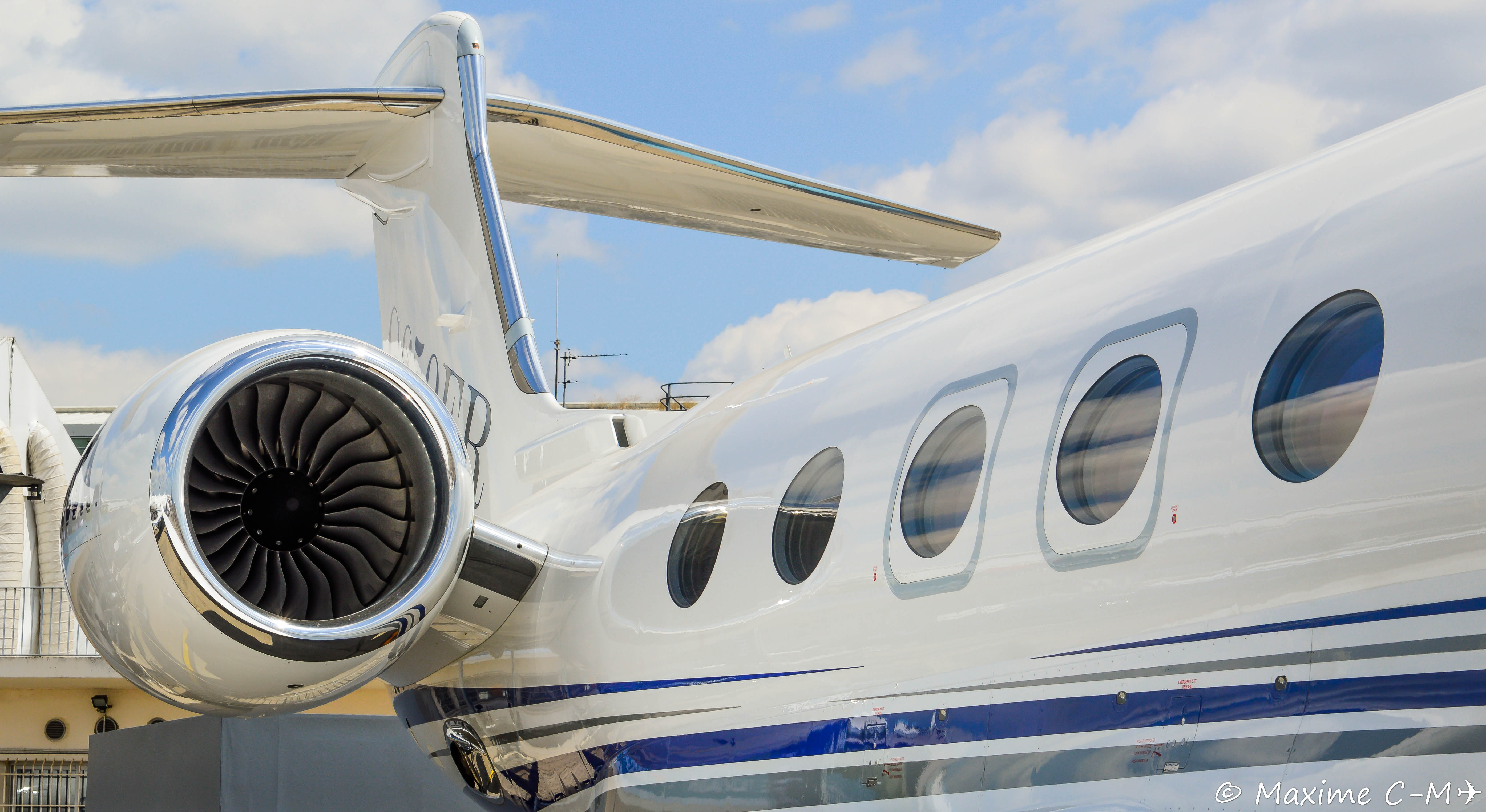
Dettaglio della turbina di un Gulfstream G650ER

Versione Extended Range, con il peso massimo al decollo aumentato di 1.814 kg e un equivalente aumento della capacità del carburante; capace di volare per 13.900 km di autonomia a Mach 0.85. Il prezzo di listino per il nuovo velivolo G650ER è di $ 66,5 milioni nel 2014.

## Specifiche
|                                        | G650                          | G650ER                        |
| -------------------------------------- | ----------------------------- | ----------------------------- |
| Equipaggio                             | 2                             | 2                             |
| Configurazione posti                   | fino a 19                     | fino a 19                     |
| Carico utile                           | 2.948 kg                      | 2.948 kg                      |
| Lunghezza                              | 30,41 m                       | 30,41 m                       |
| Apertura alare                         | 30,36 m                       | 30,36 m                       |
| Altezza                                | 7,72 m                        | 7,72 m                        |
| Superficie alare                       | 119.2 m2                      | 119.2 m2                      |
| Peso operativo a vuoto                 | 24.494 kg                     | 24.494 kg                     |
| Peso massimo al decollo                | 45.178 kg                     | 46.992 kg                     |
| Capacità massima carburante            | 20.049 kg                     | 21.863 kg                     |
| Lunghezza / Altezza / Larghezza cabina | 14,27 m / 1,96 m / 2,59 m     | 14,27 m / 1,96 m / 2,59 m     |
| Volume della cabina                    | 60,54 m³                      | 60,54 m³                      |
| Motori                                 | Rolls-Royce BR725 A1-12       | Rolls-Royce BR725 A1-12       |
| Spinta                                 | 75,2 kN                       | 75,2 kN                       |
| Velocità massima                       | Mach 0.90 / 516 kn / 956 km/h | Mach 0.90 / 516 kn / 956 km/h |
| Velocità di servizio                   | Mach 0.85 / 488 kn / 904 km/h | Mach 0.85 / 488 kn / 904 km/h |
| Raggio a pieno carico                  | 7.000 nmi / 12.964 km         | 7.500 nmi / 13.890 km         |
| Altitudine massima                     | 15.545 m                      | 15.545 m                      |
| Pista necessaria al decollo            | 1.786 m                       | 1.920 m                       |
| Carico alare                           | 379 kg/m2                     | 394 kg/m2                     |

## Utilizzatori

### Civili
Stati Uniti
- Qatar Executive

1 G700 ordinato e 15 G650ER in servizio al maggio 2024.
- Dan Friedkin

Presidente dell’As Roma

### Militari
Gabon
- Armée de l'air gabonaise

1 G650ER Gulfstream VI consegnato ed in servizio al maggio 2020.
 Italia
- Aeronautica Militare

4 G650ER in configurazione da trasporto ed aeroambulanza acquistati a dicembre 2024. Primi due esemplari consegnati agli inizi di aprile 2025.
 Paesi Bassi
- Koninklijke Luchtmacht

1 G650 di seconda mano ordinato il 5 luglio 2022, consegnato il 15 marzo 2023.
 Zambia
- Zambia Air Force

1 G650 consegnato a marzo del 2019 che verrà utilizzato per il trasporto presidenziale.